# Buczaccy herbu Abdank

Herb Abdank

Buczaccy — magnacki ród herbu Abdank.
Zdaniem Antoniego (Józefa Apolinarego) Rollego do rodziny Buczackich «Paprocki i Niesiecki dolepili kilku bajecznych protoplastów... Według nich głową rodziny miał być Gabryel kasztelan kamieniecki z r. 1260, więc chyba pod rządem tatarskim?.. Mikołaj został wojewodą podolskim także in partibus, bo myśli o województwie jeszcze wówczas nie było... W 1332 Buczacka wyszła za Piotra Gasztolda, namiestnika Olgierdowego na Podolu... Dotąd bajki...».

## Znani przedstawiciele rodu

### Pokolenie 0
- Michał Awdaniec z Buczacza (zm. po 7 listopada 1394) – protoplasta rodu, właściciel Buczacza.

### Pokolenie 1
- Michał Buczacki (zm. 1438) – wojewoda podolski (1437), oraz kasztelan halicki (1433–1437), cześnik halicki (1434).
- Michał Mużyło Buczacki (zm. 1470) – wojewoda podolski od 1465, kasztelan kamieniecki od 1460.
- Teodoryk Buczacki Jazłowiecki – kasztelan halicki, kasztelan kamieniecki i starosta podolski, protoplasta rodu Jazłowieckich.

### Pokolenie 2
- Piotr – syn Michała, dziedzic Czeszybiesów (obecnie Jezupol)
- Jan Buczacki-Litwinowski – syn Michała, starosta trembowelski
- Jakub Buczacki (1430/1438–1501) – syn Michała, wojewoda ruski (1497 r.), i podolski (1485–1497) oraz kasztelan halicki (1472 r.), mianowany przywódcą Podola i starostą generalnym podolskim (1485).
- Dawid Buczacki (zm. 1485) – syn Michała Mużyła, wojewoda podolski od 1481, starosta generalny podolski (1483), podkomorzy halicki od 1474, stolnik kamieniecki od 1472, starosta kołomyjski.

### Pokolenie 3
- Jakub Buczacki (XV w.–1541) – sekretarz królewski (1503), proboszcz lubelski (1505), kamieniecki od 1507, chełmski od 1518, biskup płocki od 1538, starosta rawski.
- Jan Andrzej Buczacki (zm. 1509) – brat Jakuba, dworzanin królewski (1502), podczaszy królewski[2]
- Jan Feliks Buczacki (zm. 1507/9) – brat Jakuba, dworzanin królewski (1503), krajczy królewski[2]
- Katarzyna, siostra Jakuba, żona Jana Tworowskiego
- Zuzanna, córka Piotra, jej mężem był kasztelan sądecki Stanisław Szafraniec, zmarła młodą, był jej nagrobek w Sułoszowej

Młodzi magnaci (obok szlachty) Jan, Michał i Jakub Buczaccy uczestniczyli w konfederacji Spytka z Melsztyna, odsunięci przez biskupa krakowskiego Zbigniewa Oleśnickiego od spraw polityki państwowej.